# Бріанбой
Бріан Грей Ямбао (англ. Bryan Grey Yambao), також відомий як Bryanboy — філіппінський фешн-блогер. Раніше був веброзробником почав вести блог у віці 24 років.
У 2007 році його блог став Філіппінським блогом року за версією Best Fashion & Lifestyle Blog. New York Post назвав його одним з дев'яти найгарячіших знаменитостей Інтернету, та news.com.au назвав його "однією з найбільших суперзірок Моди 2.0" та "феноменом у блогосфері моди". Sydney Morning Herald охарактеризував його блог як "істеричний табір", адже він відомий дотепними та образливими коментарями. Бріан став кореспондентом соціальних мереж у складі Cycle 19 & 20 шоу Топмодель по-американськи.
Фанати Бріанбоя часто публікують свої фотографії у позі Бріана: стегна, спрямовані в одну сторону, і сумка у витягнутій руці або зі знаками з надписом "я <3 Бріанбоя". Зірковими учасниками флешмобу стали Марк Джейкобс, Тетяна Дягілєва, Рейчел Кларк та інші. У своєму блозі Бріан опублікував пост, розповідаючи, що Марк Джейкобс назвав на честь нього сумку (BB ostrich bag).